# レイク・ビュー (シカゴ)
レイク・ビュー（Lake View）は、イリノイ州シカゴのコミュニティ・エリアの1つでノース・サイドに位置している。

## 地形
シカゴの北部に位置しており、北にはアップタウン、東にはミシガン湖、西にはノース・センター、南にリンカーン・パークと接している。

## 区域
- レイクビュー・イースト
- ノース・ハルステッド
- ウェスト・レイクビュー
- ライリーヴィル

## 交通
シカゴ交通局（CTA）のレッド線、パープル線、ブラウン線が通っており、クラーク駅、グレイス駅、アディソン駅、シェリダン駅、サウスポート駅、ベルモント駅がある。

## スポーツ
リグレー・フィールド野球場がある。